# Homalopetalum vomeriforme
Homalopetalum vomeriforme är en orkidéart som först beskrevs av Olof Swartz, och fick sitt nu gällande namn av William Fawcett och Alfred Barton Rendle. Homalopetalum vomeriforme ingår i släktet Homalopetalum och familjen orkidéer.
Artens utbredningsområde är Jamaica. Inga underarter finns listade i Catalogue of Life.